# Copa Libertadores 1963
De Copa Libertadores 1963 was de vierde editie van dit continentale voetbalbekertoernooi van de CONMEBOL.
Aan deze editie namen negen clubs deel. Deelnemers waren de landskampioenen van Argentinië, Chili, Colombia, Ecuador, Paraguay, Peru en Uruguay. Uit Brazilië namen titelhouder/kampioen Santos en finalist Botafogo FR van de Taça Brasil deel. Uit Bolivia en Venezuela nam geen club deel.
Het toernooi begon op 7 april en eindigde op 11 september. De Braziliaanse club Santos prolongeerde de titel door in de finale CA Boca Juniors uit Argentinië te verslaan.
Als winnaar van deze editie speelde Santos tegen AC Milan, de winnaar van de Europacup I, in de vierde editie van de wereldbeker voetbal.

## Groepsfase
Titelhouder Santos FC was direct geplaatst voor de tweede ronde.

### Groep 1
| Team         | Pnt | Pld | W | D | L | GF | GA | GD |
| ------------ | --- | --- | - | - | - | -- | -- | -- |
| Botafogo FR  | 8   | 4   | 4 | 0 | 0 | 5  | 1  | 4  |
| Alianza Lima | 3   | 4   | 1 | 1 | 2 | 2  | 3  | −1 |
| Millonarios  | 1   | 4   | 0 | 1 | 3 | 0  | 3  | −3 |

| 24 april 1963 |     |              |                |
| Alianza Lima  | 0–0 | Millonarios  | Lima           |
| 26 mei 1963   |     |              |                |
| Millonarios   | 0–1 | Alianza Lima | Bogota         |
| 30 juni 1963  |     |              |                |
| Alianza Lima  | 0–1 | Botafogo     | Lima           |
| 7 juli 1963   |     |              |                |
| Millonarios   | 0–2 | Botafogo     | Bogota         |
| 24 juli 1963  |     |              |                |
| Botafogo      | 2–1 | Alianza Lima | Rio de Janeiro |
| 31 juli 1963  |     |              |                |
| Botafogo      | *   | Millonarios  | Rio de Janeiro |

* wedstrijd niet gespeel. Het reeds geëlimineerde Millonarios verkoos het betalen van een boete van USD 4.500 boven het afreizen naar Rio voor de wedstrijd; aan Botafogo werd de twee punten toegekend, maar geen doelpunten.

### Groep 2
| Team    | Pnt | Pld | W | D | L | GF | GA | GD  |
| ------- | --- | --- | - | - | - | -- | -- | --- |
| Peñarol | 4   | 2   | 2 | 0 | 0 | 14 | 1  | 13  |
| Everest | 0   | 2   | 0 | 0 | 2 | 1  | 14 | −13 |

| 9 juni 1963 |     |         |            |
| Everest     | 0–5 | Peñarol | Guayaquil  |
| 7 juli 1963 |     |         |            |
| Peñarol     | 9–1 | Everest | Montevideo |

### Groep 3
| Team                 | Pnt | Pld | W | D | L | GF | GA | GD |
| -------------------- | --- | --- | - | - | - | -- | -- | -- |
| CA Boca Juniors      | 6   | 4   | 3 | 0 | 1 | 9  | 6  | 3  |
| Club Olimpia         | 4   | 4   | 2 | 0 | 2 | 7  | 10 | −3 |
| Universidad de Chile | 2   | 4   | 1 | 0 | 3 | 7  | 7  | 0  |

| 7 april 1965         |     |                      |              |
| Club Olimpia         | 1–0 | Boca Juniors         | Asunción     |
| 14 april 1965        |     |                      |              |
| Boca Juniors         | 5–3 | Olimpia              | Buenos Aires |
| 26 juni 1965         |     |                      |              |
| Boca Juniors         | 1–0 | Universidad de Chile | Buenos Aires |
| 17 juli 1965         |     |                      |              |
| Universidad de Chile | 4–1 | Club Olimpia         | Santiago     |
| 24 juli 1965         |     |                      |              |
| Club Olimpia         | 2–1 | Universidad de Chile | Asunción     |
| 31 juli 1965         |     |                      |              |
| Universidad de Chile | 2–3 | Boca Juniors         | Santiago     |

## Halve finale
De confrontatie Peñarol - Boca Juniors werd op 7 en 17 augustus gespeeld, Santos FC - Botafogo FR op 22 en 28 augustus.
| Team #1   | Totaal | Team #2         | 1e wedstrijd | tweede wedstrijd |
| --------- | ------ | --------------- | ------------ | ---------------- |
| Peñarol   | 1 - 3  | CA Boca Juniors | 1 - 2        | 0 - 1            |
| Santos FC | 5 - 1  | Botafogo FR     | 1 - 1        | 4 - 0            |

## Finale
De wedstrijden werden op 3 en 11 september gespeeld. Santos speelde zijn thuiswedstrijd in Rio de Janeiro.
|                  |                           |       |                     |                                                                                               |
| 3 september 1963 | Santos                    | 3 – 2 | Boca Juniors        | Maracanã, Rio de Janeiro Toeschouwers: 100.000 Scheidsrechter: Marcel Albert Bois (Frankrijk) |
| 3 september 1963 | Coutinho 2', 21' Lima 28' |       | 43', 89' Sanfilippo | Maracanã, Rio de Janeiro Toeschouwers: 100.000 Scheidsrechter: Marcel Albert Bois (Frankrijk) |

|                   |                |       |                       |                                                                           |
| 11 september 1963 | Boca Juniors   | 1 – 2 | Santos                | La Bombonera, Buenos Aires Scheidsrechter: Marcel Albert Bois (Frankrijk) |
| 11 september 1963 | Sanfilippo 46' |       | 50' Coutinho 82' Pelé | La Bombonera, Buenos Aires Scheidsrechter: Marcel Albert Bois (Frankrijk) |

## Kampioen
|                     |
| Vlag van Brazilië   |
| Santos FC 2de titel |

1948 · 1960 · 1961 · 1962 · 1963 · 1964 · 1965 · 1966 · 1967 · 1968 · 1969 · 1970 · 1971 · 1972 · 1973 · 1974 · 1975 · 1976 · 1977 · 1978 · 1979 · 1980 · 1981 · 1982 · 1983 · 1984 · 1985 · 1986 · 1987 · 1988 · 1989 · 1990 · 1991 · 1992 · 1993 · 1994 · 1995 · 1996 · 1997 · 1998 · 1999 · 2000 · 2001 · 2002 · 2003 · 2004 · 2005 · 2006 · 2007 · 2008 · 2009 · 2010 · 2011 · 2012 · 2013 · 2014 · 2015 · 2016 · 2017 · 2018 · 2019 · 2020 · 2021 · 2022 · 2023